# Bazylika św. Marka w Wenecji

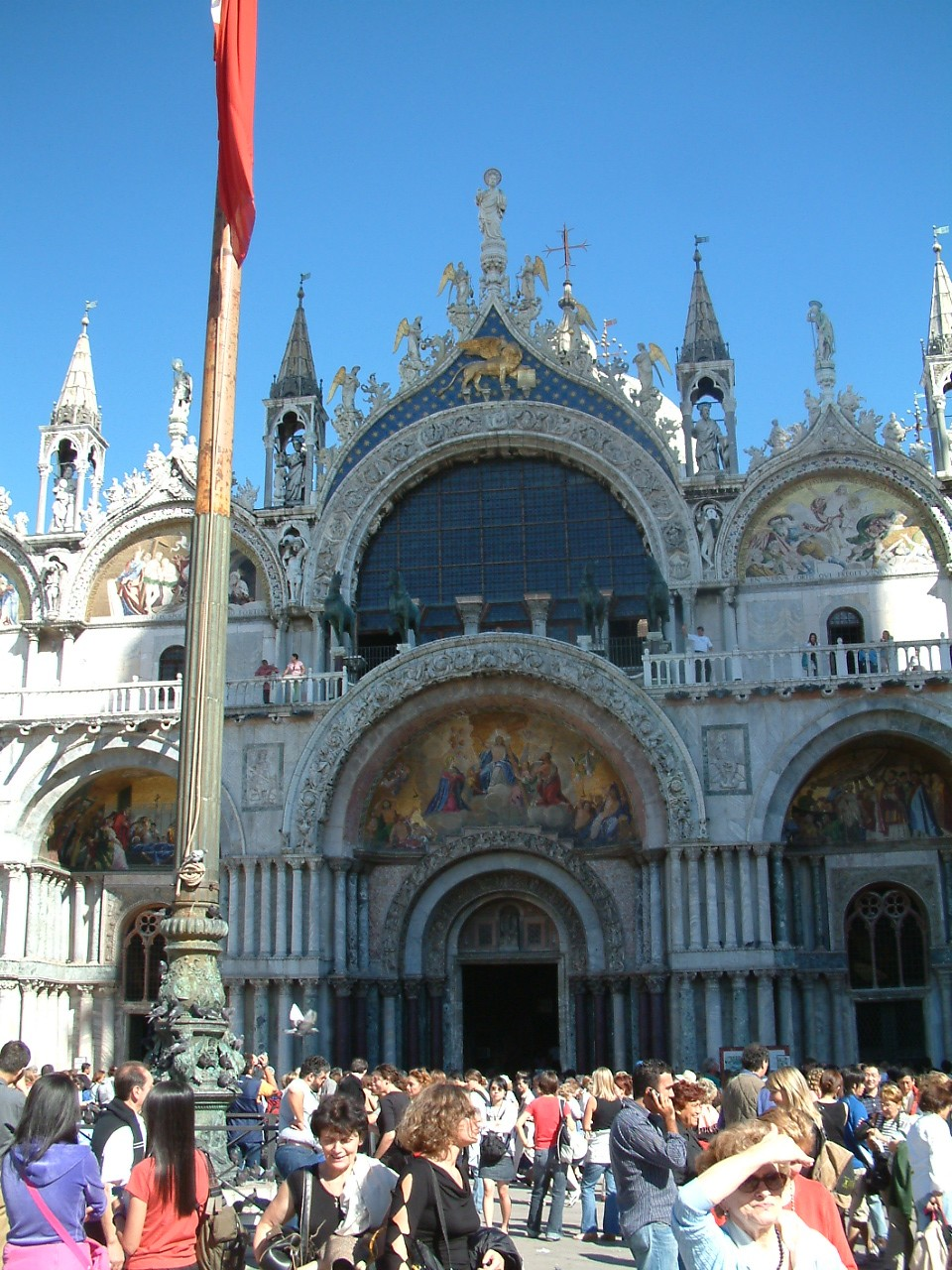
Środkowy portal bazyliki

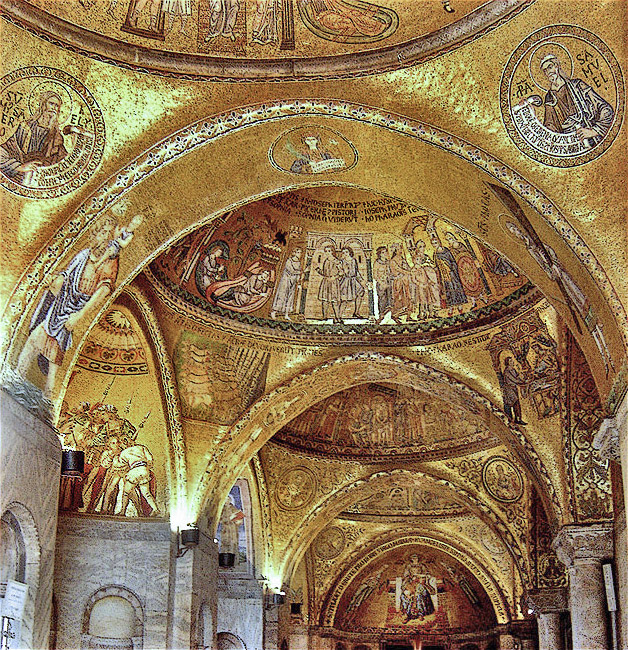
Mozaiki na sklepieniach

Bazylika św. Marka (wł. San Marco) zbudowana została w Wenecji przy placu św. Marka dla pochowania relikwii św. Marka. W 828 roku kupcy weneccy wykradli jego szczątki z Aleksandrii i przywieźli na lagunę. Pomysł pochowania ciała ewangelisty związany jest z legendą, zgodnie z którą Marek podczas podróży morskiej do Rzymu zatrzymał się na lagunie. Tu ujrzał anioła, który słowami: Pax tibi, Marce evangelista meus, ujawnił jemu miejsce pochowania. Św. Marek został obwołany patronem niezależnej Wenecji (pod zwierzchnictwem Bizancjum był nim św. Teodor z Amasei). Skrzydlaty lew, symbol św. Marka, przytrzymujący otwartą księgę z wyrytymi słowami anioła stał się herbem republiki.

## Historia
Fundatorem pierwszego kościoła był doża Angelo Partecipazio. Konsekracja odbyła się w 832 roku, ale już w 976, podczas powstania przeciwko doży Pietro IV Candiano pożar zniszczył kościół i Pałac Dożów (Palazzo Ducale).
W latach 1063–1094 kościół został odbudowany. Budowla wzorowana na konstantynopolitańskim kościele św. Apostołów (używana jest także nazwa kościół Dwunastu Apostołów) została zaprojektowana w stylu bizantyjskim na planie krzyża greckiego z pięcioma kopułami rozmieszczonymi nad nawami w ramionach krzyża i nad polem w przecięciu się naw. Konstrukcja bazyliki z charakterystycznymi czaszami sklepienia wyraźnie odbiega od popularnej architektury romańskiej i staje się swoistą wizytówką niezależności Republiki Weneckiej.

## Architektura

### Wygląd zewnętrzny
Fasada była wielokrotnie rozbudowywana i przebudowywana. Po 1204 dobudowano narteks otaczający ramię wejściowe kościoła. Zgodnie z życzeniem doży Domenico Selvo, każdy statek wenecki zobowiązany był do przywożenia darów służących ozdobie nowej świątyni. Stąd różnorodność stylistyczna wielu detali architektonicznych pochodzących z różnych miejsc i wykonanych na przestrzeni długiego czasu. Mimo wszystko kościół zachował swój pierwotny styl.
Od strony Placu św. Marka kościół zdobi szeroka (52,0 m) fasada z pięcioma portalami zwieńczonymi półkolistymi tympanonami ozdobionymi barwnymi mozaikami. Nad skrajnymi drzwiami po lewej stronie znajduje się mozaika z ok. 1260 roku przedstawiająca fasadę bazyliki (jest to najstarsze zachowane przedstawienie budowli). Mozaika nad drzwiami z lewej strony (obok wejścia środkowego) przedstawia sprowadzenie ciała św. Marka. Środkowy portal zdobi romańskie obramowanie. Na środkowym łuku umieszczono alegorie pór roku i 12 miesięcy, łuk zewnętrzny zdobią postacie rzemieślników weneckich. Mozaika przedstawia zmartwychwstałego Chrystusa. Dekorację drzwi rozpoczęto ok. 1255 roku, a ukończono na początku XIV wieku.
Nad portalami znajduje się pozioma galeria ('Loggia dei Cavalli, dostępna dla zwiedzających). Środkową jej część zdobią cztery konie z kwadrygi. Są to kopie, oryginały znajdują się w Museo Marciano, rzeźby przywiezionej w 1204 roku z konstantynopolitańskiego hipodromu na polecenie doży Enrico Dandolo. Kwadryga z czwórką koni, wykonana z pozłacanego brązu najprawdopodobniej w II wieku p.n.e. (rzeźba jest datowana na okres od IV wieku p.n.e. do I wieku p.n.e.). Jest to jedyna tego typu rzeźba zachowana do naszych czasów. Stała się symbolem potęgi miasta. Napoleon Bonaparte, po zdobyciu miasta kazał wywieźć ją do Paryża, skąd powróciła po przejściu miasta pod zwierzchnictwo austriackie. Powyżej galerii, w osiach drzwi, cztery półkoliste pola obramowane ostrymi łukami w stylu późnego gotyku lombardzkiego z elementami wczesnego renesansu florenckiego (XIV-XV wiek). Cztery z nich zdobią XVII-wieczne barokowe mozaiki ze scenami z życia Chrystusa. Na szczycie środkowego łuku umieszczona jest statua św. Marka, dzieło Niccolò Lambertiego, poniżej złoty lew św. Marka. W narożniku fasady, przy głównym wejściu do pałacu Dożów, Porta della Carta, umieszczona jest starożytna (z IV wieku) rzeźba z czerwonego porfiru przedstawiająca grupę tetrarchów.

### Wnętrze
Wnętrze bazyliki prezentuje się bardziej jednolicie, jest podzielone rzędami marmurowych kolumn o złoconych, korynckich głowicach. Nad nawami bocznymi umieszczono empory otwarte do wnętrza kościoła. Dolne partie ścian i filarów pokrywają płyty marmuru, a powyżej nich oraz na powierzchniach posadzki, kopuł i sklepień umieszczono bogate mozaiki ze złotych i szklanych tesser. Do ich ułożenia doża Domenico Selvo sprowadził artystów z Konstantynopola. Dość szybko dołączyli do nich miejscowi uczniowie, którzy opanowali sztukę wytwarzania tesser ze szkła (jeden z najlepszych warsztatów założono na wyspie Murano). Pierwsze mozaiki w większości zostały uszkodzone przez pożar w 1106 roku. Zastąpiono je wykonanymi przez miejscowych mistrzów w stylu naśladującym sztukę bizantyjską. Cechy bizantyjskie zostały połączone z elementami romańskimi i wczesnochrześcijańskimi. Większość mozaik pochodzi z XII–XV wieku. W sumie pokrywają ok. 4000 m². Bogate sceny figuralne, ornamenty roślinne, geometryczne i zoomorficzne, tworzą bogactwo obrazów trudne do ogarnięcia podczas jednorazowego pobytu we wnętrzu kościoła. Najstarszy fragment mozaiki (z XIII wieku) zachował się w narteksie, jest on inspirowany malarstwem miniaturowym z V – VI wieku.

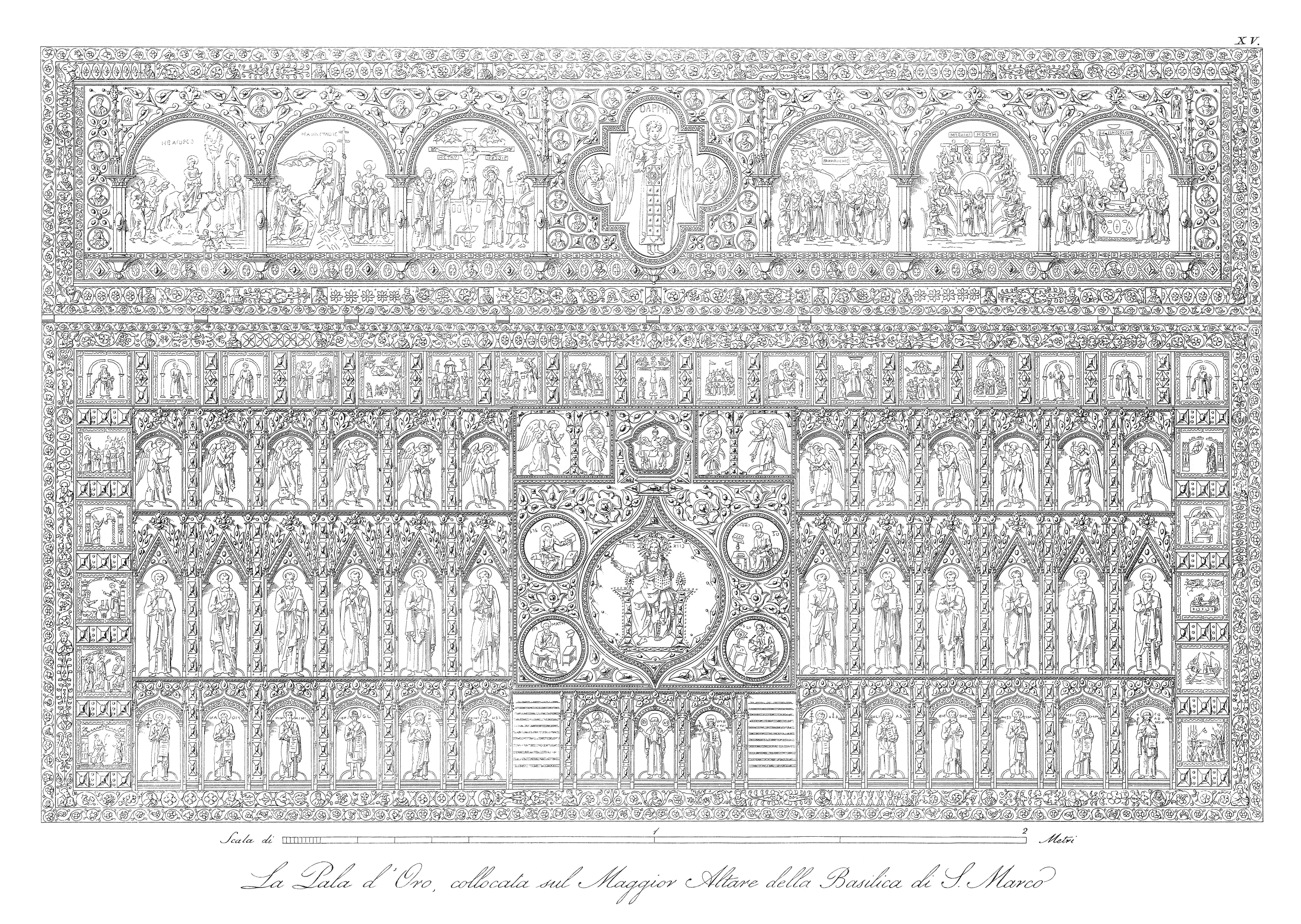
Złoty Ołtarz (Pala d’Oro)

Za głównym ołtarzem znajduje się cenny zabytek jubilerskiej sztuki bizantyjskiej – Złoty Ołtarz (Pala d’Oro). Pierwsza plakietka ołtarza została wykonana w Konstantynopolu w 976 roku, sprowadził ją do bazyliki doża Pietro II Orseolo. W XII wieku została zastąpiona nową, wielokrotnie przerabianą i wzbogacaną. W 1209 roku dodano do jej górnej części sześć kolejnych plakietek przywiezionych z Konstantynopola (pochodzą one z kościoła Hagia Sofia lub klasztoru). Kolejne elementy dodano w 1345 roku. W plakietce o wymiarach 3,40 × 1,40 m umieszczono emaliowane płytki i krążki, figurki i szlachetne i półszlachetne kamienie, w tym 1300 pereł, 300 szmaragdów, 300 szafirów, 400 granatów i 15 rubinów.
W północnej części nawy głównej znajduje się Capitello del Crocifisso. Krucyfiks przywieziony w 1204 z Konstantynopola osłania cyborium wsparte na 6 kolumnach z afrykańskiego marmuru z bizantyjskimi, złoconymi głowicami. Na szczycie baldachimu umieszczono agat o średnicy 31 cm. W kaplicy, we wschodniej części północnego transeptu znajduje się ikona Madonny Nikopea, namalowana w X wieku.
Dwie ambony to zabytek z początków XIV wieku. Z ambony po prawej stronie ołtarza przedstawiano ludności nowego dożę.
Do południowej części transeptu przylega XIV-wieczne baptysterium, ufundowane przez dożę Andreę Dandolo. Ściany baptysterium zdobią mozaiki związane z wenecką szkołą ludową.

## Muzyka w bazylice św. Marka
Od połowy XVI wieku przez mniej więcej sto lat bazylika św. Marka była jednym z najważniejszych ośrodków muzycznych w Europie. Pracowali w niej najwybitniejsi kompozytorzy, głównie flamandzcy i włoscy. Senat republiki przywiązywał bowiem do muzyki wielką wagę, gdyż podobnie jak na dworach, pełniła ona ważną rolę podczas wszelkich uroczystości. Efektowność muzyki była świadectwem zamożności i potęgi miasta. Z okazji ceremonii kościelnych (40 świąt kościelnych rocznie, najokazalsze – Boże Narodzenie, Wielkanoc i Wniebowzięcie Matki Boskiej) organizowano procesje, w których maestro di capella kroczył z zespołem muzyków zaraz po orszaku doży. O wyjątkowej pozycji dyrektora muzyki w bazylice najlepiej zaświadczał jednak fakt, że to on otrzymywał najwyższą pensję (na książęcych dworach z reguły najwyżej opłacano solistów-śpiewaków), a w dokumentach archiwalnych wymieniany jest tuż po prokuratorach, nieomal zrównany z dostojnikami pochodzącymi ze znakomitych rodów.
Muzykę w bazylice często wykonywały co najmniej dwa chóry i zespoły instrumentalne, rozmieszczone w emporach po przeciwnych stronach. Utwory takie uchodziły za najwspanialszą muzykę, jakiej można było wówczas posłuchać w Europie. Ponieważ w Wenecji były pierwsze drukarnie nutowe, więc utwory takie upowszechniały się stopniowo w całej Europie, gdzie chętnie naśladowano ów styl, w historii muzyki nazwany szkołą wenecką.
Najwybitniejszymi kapelmistrzami w bazylice św. Marka byli Adrian Willaert (1527-1562), Cypriano de Rore (1563-1564), Gioseffo Zarlino (1565-1590), B. Donato (1590-1603), G. Croce (1603-1609), G.C. Martinengo (1609-1613) i Claudio Monteverdi (1613-1643). Najwybitniejszymi organistami byli natomiast Claudio Merulo, Andrea Gabrieli i Giovanni Gabrieli.